# Coupe des clubs champions européens de handball 1961-1962
Navigation
Coupe des clubs champions 1959-1960 Coupe des clubs champions 1962-1963
La Coupe des clubs champions européens 1961-1962 met aux prises 20 équipes européennes ainsi que, pour la première et dernière fois, un club africain, le Stade marocain de Rabat. Il s'agit de la 4e édition de la Coupe des clubs champions européens masculin de handball, organisée par l’IHF. 
Le vainqueur est le club ouest allemand du Frisch Auf Göppingen.

## Participants
| Deuxième tour | Deuxième tour | Deuxième tour | Deuxième tour | Deuxième tour | Deuxième tour | Deuxième tour | Deuxième tour | Deuxième tour | Deuxième tour | Deuxième tour | Deuxième tour | Deuxième tour | Deuxième tour | Deuxième tour | Deuxième tour | Deuxième tour | Deuxième tour | Deuxième tour | Deuxième tour | Deuxième tour | Deuxième tour | Deuxième tour | Deuxième tour | Deuxième tour | Deuxième tour | Deuxième tour | Deuxième tour | Deuxième tour | Deuxième tour |
| --- | --- | --- | --- | --- | --- | --- | --- | --- | --- | --- | --- | --- | --- | --- | --- | --- | --- | --- | --- | --- | --- | --- | --- | --- | --- | --- | --- | --- | --- |
| - SC DHfK Leipzig : Champion d'Allemagne de l'Est - Frisch Auf Göppingen : Champion d'Allemagne de l'Ouest et tenant du titre - ATSV Linz : Champion d'Autriche - OC Flémallois : Champion de Belgique - AGF Aarhus : Champion du Danemark - Bataillon de Joinville : Champion de France | - SC DHfK Leipzig : Champion d'Allemagne de l'Est - Frisch Auf Göppingen : Champion d'Allemagne de l'Ouest et tenant du titre - ATSV Linz : Champion d'Autriche - OC Flémallois : Champion de Belgique - AGF Aarhus : Champion du Danemark - Bataillon de Joinville : Champion de France | - SC DHfK Leipzig : Champion d'Allemagne de l'Est - Frisch Auf Göppingen : Champion d'Allemagne de l'Ouest et tenant du titre - ATSV Linz : Champion d'Autriche - OC Flémallois : Champion de Belgique - AGF Aarhus : Champion du Danemark - Bataillon de Joinville : Champion de France | - SC DHfK Leipzig : Champion d'Allemagne de l'Est - Frisch Auf Göppingen : Champion d'Allemagne de l'Ouest et tenant du titre - ATSV Linz : Champion d'Autriche - OC Flémallois : Champion de Belgique - AGF Aarhus : Champion du Danemark - Bataillon de Joinville : Champion de France | - SC DHfK Leipzig : Champion d'Allemagne de l'Est - Frisch Auf Göppingen : Champion d'Allemagne de l'Ouest et tenant du titre - ATSV Linz : Champion d'Autriche - OC Flémallois : Champion de Belgique - AGF Aarhus : Champion du Danemark - Bataillon de Joinville : Champion de France | - SC DHfK Leipzig : Champion d'Allemagne de l'Est - Frisch Auf Göppingen : Champion d'Allemagne de l'Ouest et tenant du titre - ATSV Linz : Champion d'Autriche - OC Flémallois : Champion de Belgique - AGF Aarhus : Champion du Danemark - Bataillon de Joinville : Champion de France | - SC DHfK Leipzig : Champion d'Allemagne de l'Est - Frisch Auf Göppingen : Champion d'Allemagne de l'Ouest et tenant du titre - ATSV Linz : Champion d'Autriche - OC Flémallois : Champion de Belgique - AGF Aarhus : Champion du Danemark - Bataillon de Joinville : Champion de France | - SC DHfK Leipzig : Champion d'Allemagne de l'Est - Frisch Auf Göppingen : Champion d'Allemagne de l'Ouest et tenant du titre - ATSV Linz : Champion d'Autriche - OC Flémallois : Champion de Belgique - AGF Aarhus : Champion du Danemark - Bataillon de Joinville : Champion de France | - SC DHfK Leipzig : Champion d'Allemagne de l'Est - Frisch Auf Göppingen : Champion d'Allemagne de l'Ouest et tenant du titre - ATSV Linz : Champion d'Autriche - OC Flémallois : Champion de Belgique - AGF Aarhus : Champion du Danemark - Bataillon de Joinville : Champion de France | - SC DHfK Leipzig : Champion d'Allemagne de l'Est - Frisch Auf Göppingen : Champion d'Allemagne de l'Ouest et tenant du titre - ATSV Linz : Champion d'Autriche - OC Flémallois : Champion de Belgique - AGF Aarhus : Champion du Danemark - Bataillon de Joinville : Champion de France | - SC DHfK Leipzig : Champion d'Allemagne de l'Est - Frisch Auf Göppingen : Champion d'Allemagne de l'Ouest et tenant du titre - ATSV Linz : Champion d'Autriche - OC Flémallois : Champion de Belgique - AGF Aarhus : Champion du Danemark - Bataillon de Joinville : Champion de France | - SC DHfK Leipzig : Champion d'Allemagne de l'Est - Frisch Auf Göppingen : Champion d'Allemagne de l'Ouest et tenant du titre - ATSV Linz : Champion d'Autriche - OC Flémallois : Champion de Belgique - AGF Aarhus : Champion du Danemark - Bataillon de Joinville : Champion de France | - SC DHfK Leipzig : Champion d'Allemagne de l'Est - Frisch Auf Göppingen : Champion d'Allemagne de l'Ouest et tenant du titre - ATSV Linz : Champion d'Autriche - OC Flémallois : Champion de Belgique - AGF Aarhus : Champion du Danemark - Bataillon de Joinville : Champion de France | - SC DHfK Leipzig : Champion d'Allemagne de l'Est - Frisch Auf Göppingen : Champion d'Allemagne de l'Ouest et tenant du titre - ATSV Linz : Champion d'Autriche - OC Flémallois : Champion de Belgique - AGF Aarhus : Champion du Danemark - Bataillon de Joinville : Champion de France | - SC DHfK Leipzig : Champion d'Allemagne de l'Est - Frisch Auf Göppingen : Champion d'Allemagne de l'Ouest et tenant du titre - ATSV Linz : Champion d'Autriche - OC Flémallois : Champion de Belgique - AGF Aarhus : Champion du Danemark - Bataillon de Joinville : Champion de France | - Nordstrand IF : Champion de Norvège - Dinamo Bucarest : Champion de Roumanie - Vikingarnas IF : Champion de Suède - BSV Berne : Champion de Suisse - HC Dukla Prague : Champion de Tchécoslovaquie - RK Partizan Bjelovar : Champion de Yougoslavie | - Nordstrand IF : Champion de Norvège - Dinamo Bucarest : Champion de Roumanie - Vikingarnas IF : Champion de Suède - BSV Berne : Champion de Suisse - HC Dukla Prague : Champion de Tchécoslovaquie - RK Partizan Bjelovar : Champion de Yougoslavie | - Nordstrand IF : Champion de Norvège - Dinamo Bucarest : Champion de Roumanie - Vikingarnas IF : Champion de Suède - BSV Berne : Champion de Suisse - HC Dukla Prague : Champion de Tchécoslovaquie - RK Partizan Bjelovar : Champion de Yougoslavie | - Nordstrand IF : Champion de Norvège - Dinamo Bucarest : Champion de Roumanie - Vikingarnas IF : Champion de Suède - BSV Berne : Champion de Suisse - HC Dukla Prague : Champion de Tchécoslovaquie - RK Partizan Bjelovar : Champion de Yougoslavie | - Nordstrand IF : Champion de Norvège - Dinamo Bucarest : Champion de Roumanie - Vikingarnas IF : Champion de Suède - BSV Berne : Champion de Suisse - HC Dukla Prague : Champion de Tchécoslovaquie - RK Partizan Bjelovar : Champion de Yougoslavie | - Nordstrand IF : Champion de Norvège - Dinamo Bucarest : Champion de Roumanie - Vikingarnas IF : Champion de Suède - BSV Berne : Champion de Suisse - HC Dukla Prague : Champion de Tchécoslovaquie - RK Partizan Bjelovar : Champion de Yougoslavie | - Nordstrand IF : Champion de Norvège - Dinamo Bucarest : Champion de Roumanie - Vikingarnas IF : Champion de Suède - BSV Berne : Champion de Suisse - HC Dukla Prague : Champion de Tchécoslovaquie - RK Partizan Bjelovar : Champion de Yougoslavie | - Nordstrand IF : Champion de Norvège - Dinamo Bucarest : Champion de Roumanie - Vikingarnas IF : Champion de Suède - BSV Berne : Champion de Suisse - HC Dukla Prague : Champion de Tchécoslovaquie - RK Partizan Bjelovar : Champion de Yougoslavie | - Nordstrand IF : Champion de Norvège - Dinamo Bucarest : Champion de Roumanie - Vikingarnas IF : Champion de Suède - BSV Berne : Champion de Suisse - HC Dukla Prague : Champion de Tchécoslovaquie - RK Partizan Bjelovar : Champion de Yougoslavie | - Nordstrand IF : Champion de Norvège - Dinamo Bucarest : Champion de Roumanie - Vikingarnas IF : Champion de Suède - BSV Berne : Champion de Suisse - HC Dukla Prague : Champion de Tchécoslovaquie - RK Partizan Bjelovar : Champion de Yougoslavie | - Nordstrand IF : Champion de Norvège - Dinamo Bucarest : Champion de Roumanie - Vikingarnas IF : Champion de Suède - BSV Berne : Champion de Suisse - HC Dukla Prague : Champion de Tchécoslovaquie - RK Partizan Bjelovar : Champion de Yougoslavie | - Nordstrand IF : Champion de Norvège - Dinamo Bucarest : Champion de Roumanie - Vikingarnas IF : Champion de Suède - BSV Berne : Champion de Suisse - HC Dukla Prague : Champion de Tchécoslovaquie - RK Partizan Bjelovar : Champion de Yougoslavie | - Nordstrand IF : Champion de Norvège - Dinamo Bucarest : Champion de Roumanie - Vikingarnas IF : Champion de Suède - BSV Berne : Champion de Suisse - HC Dukla Prague : Champion de Tchécoslovaquie - RK Partizan Bjelovar : Champion de Yougoslavie | - Nordstrand IF : Champion de Norvège - Dinamo Bucarest : Champion de Roumanie - Vikingarnas IF : Champion de Suède - BSV Berne : Champion de Suisse - HC Dukla Prague : Champion de Tchécoslovaquie - RK Partizan Bjelovar : Champion de Yougoslavie | - Nordstrand IF : Champion de Norvège - Dinamo Bucarest : Champion de Roumanie - Vikingarnas IF : Champion de Suède - BSV Berne : Champion de Suisse - HC Dukla Prague : Champion de Tchécoslovaquie - RK Partizan Bjelovar : Champion de Yougoslavie |
| Premier tour | | | | | | | | | | | | | | | | | | | | | | | | | | | | | |
| - BM Granollers : Champion d'Espagne - Arsenal Helsinki : Champion de Finlande - Budapest Spartacus SC : Champion de Hongrie - HB Eschois Fola : Champion du Luxembourg | - BM Granollers : Champion d'Espagne - Arsenal Helsinki : Champion de Finlande - Budapest Spartacus SC : Champion de Hongrie - HB Eschois Fola : Champion du Luxembourg | - BM Granollers : Champion d'Espagne - Arsenal Helsinki : Champion de Finlande - Budapest Spartacus SC : Champion de Hongrie - HB Eschois Fola : Champion du Luxembourg | - BM Granollers : Champion d'Espagne - Arsenal Helsinki : Champion de Finlande - Budapest Spartacus SC : Champion de Hongrie - HB Eschois Fola : Champion du Luxembourg | - BM Granollers : Champion d'Espagne - Arsenal Helsinki : Champion de Finlande - Budapest Spartacus SC : Champion de Hongrie - HB Eschois Fola : Champion du Luxembourg | - BM Granollers : Champion d'Espagne - Arsenal Helsinki : Champion de Finlande - Budapest Spartacus SC : Champion de Hongrie - HB Eschois Fola : Champion du Luxembourg | - BM Granollers : Champion d'Espagne - Arsenal Helsinki : Champion de Finlande - Budapest Spartacus SC : Champion de Hongrie - HB Eschois Fola : Champion du Luxembourg | - BM Granollers : Champion d'Espagne - Arsenal Helsinki : Champion de Finlande - Budapest Spartacus SC : Champion de Hongrie - HB Eschois Fola : Champion du Luxembourg | - BM Granollers : Champion d'Espagne - Arsenal Helsinki : Champion de Finlande - Budapest Spartacus SC : Champion de Hongrie - HB Eschois Fola : Champion du Luxembourg | - BM Granollers : Champion d'Espagne - Arsenal Helsinki : Champion de Finlande - Budapest Spartacus SC : Champion de Hongrie - HB Eschois Fola : Champion du Luxembourg | - BM Granollers : Champion d'Espagne - Arsenal Helsinki : Champion de Finlande - Budapest Spartacus SC : Champion de Hongrie - HB Eschois Fola : Champion du Luxembourg | - BM Granollers : Champion d'Espagne - Arsenal Helsinki : Champion de Finlande - Budapest Spartacus SC : Champion de Hongrie - HB Eschois Fola : Champion du Luxembourg | - BM Granollers : Champion d'Espagne - Arsenal Helsinki : Champion de Finlande - Budapest Spartacus SC : Champion de Hongrie - HB Eschois Fola : Champion du Luxembourg | - BM Granollers : Champion d'Espagne - Arsenal Helsinki : Champion de Finlande - Budapest Spartacus SC : Champion de Hongrie - HB Eschois Fola : Champion du Luxembourg | - BM Granollers : Champion d'Espagne - Arsenal Helsinki : Champion de Finlande - Budapest Spartacus SC : Champion de Hongrie - HB Eschois Fola : Champion du Luxembourg | - Club Stade Marocain : Champion du Maroc - Niloc Amsterdam : Champion des Pays-Bas - WKS Śląsk Wrocław : Champion de Pologne - Burevestnik Tbilissi : représentant du 1er Championnat d'URSS à 7                                                     | - Club Stade Marocain : Champion du Maroc - Niloc Amsterdam : Champion des Pays-Bas - WKS Śląsk Wrocław : Champion de Pologne - Burevestnik Tbilissi : représentant du 1er Championnat d'URSS à 7                                                     | - Club Stade Marocain : Champion du Maroc - Niloc Amsterdam : Champion des Pays-Bas - WKS Śląsk Wrocław : Champion de Pologne - Burevestnik Tbilissi : représentant du 1er Championnat d'URSS à 7                                                     | - Club Stade Marocain : Champion du Maroc - Niloc Amsterdam : Champion des Pays-Bas - WKS Śląsk Wrocław : Champion de Pologne - Burevestnik Tbilissi : représentant du 1er Championnat d'URSS à 7                                                     | - Club Stade Marocain : Champion du Maroc - Niloc Amsterdam : Champion des Pays-Bas - WKS Śląsk Wrocław : Champion de Pologne - Burevestnik Tbilissi : représentant du 1er Championnat d'URSS à 7                                                     | - Club Stade Marocain : Champion du Maroc - Niloc Amsterdam : Champion des Pays-Bas - WKS Śląsk Wrocław : Champion de Pologne - Burevestnik Tbilissi : représentant du 1er Championnat d'URSS à 7                                                     | - Club Stade Marocain : Champion du Maroc - Niloc Amsterdam : Champion des Pays-Bas - WKS Śląsk Wrocław : Champion de Pologne - Burevestnik Tbilissi : représentant du 1er Championnat d'URSS à 7                                                     | - Club Stade Marocain : Champion du Maroc - Niloc Amsterdam : Champion des Pays-Bas - WKS Śląsk Wrocław : Champion de Pologne - Burevestnik Tbilissi : représentant du 1er Championnat d'URSS à 7                                                     | - Club Stade Marocain : Champion du Maroc - Niloc Amsterdam : Champion des Pays-Bas - WKS Śląsk Wrocław : Champion de Pologne - Burevestnik Tbilissi : représentant du 1er Championnat d'URSS à 7                                                     | - Club Stade Marocain : Champion du Maroc - Niloc Amsterdam : Champion des Pays-Bas - WKS Śląsk Wrocław : Champion de Pologne - Burevestnik Tbilissi : représentant du 1er Championnat d'URSS à 7                                                     | - Club Stade Marocain : Champion du Maroc - Niloc Amsterdam : Champion des Pays-Bas - WKS Śląsk Wrocław : Champion de Pologne - Burevestnik Tbilissi : représentant du 1er Championnat d'URSS à 7                                                     | - Club Stade Marocain : Champion du Maroc - Niloc Amsterdam : Champion des Pays-Bas - WKS Śląsk Wrocław : Champion de Pologne - Burevestnik Tbilissi : représentant du 1er Championnat d'URSS à 7                                                     | - Club Stade Marocain : Champion du Maroc - Niloc Amsterdam : Champion des Pays-Bas - WKS Śląsk Wrocław : Champion de Pologne - Burevestnik Tbilissi : représentant du 1er Championnat d'URSS à 7                                                     | - Club Stade Marocain : Champion du Maroc - Niloc Amsterdam : Champion des Pays-Bas - WKS Śląsk Wrocław : Champion de Pologne - Burevestnik Tbilissi : représentant du 1er Championnat d'URSS à 7                                                     | - Club Stade Marocain : Champion du Maroc - Niloc Amsterdam : Champion des Pays-Bas - WKS Śląsk Wrocław : Champion de Pologne - Burevestnik Tbilissi : représentant du 1er Championnat d'URSS à 7                                                     |

Remarque : Bien que non située dans la zone européenne, le Club Stade Marocain (champion du Maroc) avait participer étant qu'invité d'honneur par l'IHF.

## Tour préliminaire

### Premier tour
| Équipe 1             | Résultat | Équipe 2              |
| -------------------- | -------- | --------------------- |
| BM Granollers        | 28 – 13  | Stade marocain Rabat  |
| WKS Śląsk Wrocław    | forfait  | Budapest Spartacus SC |
| Niloc Amsterdam      | 27 – 10  | HB Eschois Fola       |
| Burevestnik Tbilissi | 26 – 11  | Arsenal Helsinki      |

### Deuxième tour
| Équipe 1               | Résultat | Équipe 2             |
| ---------------------- | -------- | -------------------- |
| Frisch Auf Göppingen   | 34 – 7   | OC Flémallois        |
| Bataillon de Joinville | 19 – 9   | BM Granollers        |
| HC Dukla Prague        | 39 – 16  | WKS Śląsk Wrocław    |
| SC DHfK Leipzig        | 9 – 7    | Dinamo Bucarest      |
| Nordstrand IF          | 16 – 22  | AGF Aarhus           |
| Vikingarnas IF         | 27 – 19  | Burevestnik Tbilissi |
| BSV Berne              | 24 – 17  | Niloc Amsterdam      |
| RK Partizan Bjelovar   | 33 – 21  | ATSV Linz            |

## Phase finale
| \| Leipzig Göppingen Prague Aarhus Fontainebleau Helsingborg Berne Bjelovar \| Localisation des équipes en phase finale. |
| Leipzig Göppingen Prague Aarhus Fontainebleau Helsingborg Berne Bjelovar                                                 |

|  | Quarts de finale       | Quarts de finale       | Quarts de finale     | Quarts de finale     |                      |                      | Demi-finales | Demi-finales | Demi-finales | Demi-finales |  |  | Finale               | Finale | Finale | Finale |
|  |                        |                        |                      |                      |                      |                      |              |              |              |              |  |  |                      |        |        |        |
|  |                        |                        |                      |                      |                      |                      |              |              |              |              |  |  | 7 avril 1962 - Paris |        |        |        |
|  |                        |                        |                      |                      |                      |                      |              |              |              |              |  |  |                      |        |        |        |
|  | Bataillon de Joinville | Bataillon de Joinville | 8                    | 8                    |                      |                      |              |              |              |              |  |  |                      |        |        |        |
|  | Bataillon de Joinville | Bataillon de Joinville | 8                    | 8                    |                      |                      |              |              |              |              |  |  |                      |        |        |        |
|  | Frisch Auf Göppingen   | Frisch Auf Göppingen   | 11                   | 11                   |                      |                      |              |              |              |              |  |  |                      |        |        |        |
|  | Frisch Auf Göppingen   | Frisch Auf Göppingen   | 11                   | 11                   | Frisch Auf Göppingen | Frisch Auf Göppingen | 13           | 13           |              |              |  |  |                      |        |        |        |
|  |                        |                        |                      |                      | Frisch Auf Göppingen | Frisch Auf Göppingen | 13           | 13           |              |              |  |  |                      |        |        |        |
|  |                        |                        | HC Dukla Prague      | HC Dukla Prague      | 8                    | 8                    |              |              |              |              |  |  |                      |        |        |        |
|  | HC Dukla Prague        | HC Dukla Prague        | HC Dukla Prague      | HC Dukla Prague      | 8                    | 8                    | 19           | 19           |              |              |  |  |                      |        |        |        |
|  | HC Dukla Prague        | HC Dukla Prague        |                      |                      |                      |                      |              | 19           |              |              |  |  |                      |        |        |        |
|  | SC DHfK Leipzig        | SC DHfK Leipzig        | 18                   | 18                   |                      |                      |              |              |              |              |  |  |                      |        |        |        |
|  | SC DHfK Leipzig        | SC DHfK Leipzig        | 18                   | 18                   | Frisch Auf Göppingen | Frisch Auf Göppingen | 18           | 18           |              |              |  |  |                      |        |        |        |
|  |                        |                        |                      |                      | Frisch Auf Göppingen | Frisch Auf Göppingen | 18           | 18           |              |              |  |  |                      |        |        |        |
|  |                        |                        | RK Partizan Bjelovar | RK Partizan Bjelovar | 13                   | 13                   |              |              |              |              |  |  |                      |        |        |        |
|  | BSV Berne              | BSV Berne              | RK Partizan Bjelovar | RK Partizan Bjelovar | 13                   | 13                   | 10           | 10           |              |              |  |  |                      |        |        |        |
|  | BSV Berne              | BSV Berne              |                      |                      |                      |                      |              |              |              |              |  |  |                      |        |        |        |
|  | RK Partizan Bjelovar   | RK Partizan Bjelovar   | 18                   | 18                   |                      |                      |              |              |              |              |  |  |                      |        |        |        |
|  | RK Partizan Bjelovar   | RK Partizan Bjelovar   | 18                   | 18                   | RK Partizan Bjelovar | RK Partizan Bjelovar | 14           | 14           |              |              |  |  |                      |        |        |        |
|  |                        |                        |                      |                      | RK Partizan Bjelovar | RK Partizan Bjelovar | 14           | 14           |              |              |  |  |                      |        |        |        |
|  |                        |                        | AGF Aarhus           | AGF Aarhus           | 13                   | 13                   |              |              |              |              |  |  |                      |        |        |        |
|  | AGF Aarhus             | AGF Aarhus             | AGF Aarhus           | AGF Aarhus           | 13                   | 13                   | 21           | 21           |              |              |  |  |                      |        |        |        |
|  | AGF Aarhus             | AGF Aarhus             |                      |                      |                      |                      |              | 21           |              |              |  |  |                      |        |        |        |
|  | Vikingarnas IF         | Vikingarnas IF         | 19                   | 19                   |                      |                      |              |              |              |              |  |  |                      |        |        |        |
|  | Vikingarnas IF         | Vikingarnas IF         | 19                   | 19                   |                      |                      |              |              |              |              |  |  |                      |        |        |        |
|  |                        |                        |                      |                      |                      |                      |              |              |              |              |  |  |                      |        |        |        |

### Quarts de finale
| Équipe 1               | Résultat | Équipe 2             |
| ---------------------- | -------- | -------------------- |
| Bataillon de Joinville | 8 – 11   | Frisch Auf Göppingen |
| HC Dukla Prague        | 19 – 18  | SC DHfK Leipzig      |
| AGF Aarhus             | 21 – 19  | Vikingarnas IF       |
| BSV Berne              | 10 – 18  | RK Partizan Bjelovar |

### Demi-finales
| Équipe 1             | Résultat | Équipe 2        |
| -------------------- | -------- | --------------- |
| Frisch Auf Göppingen | 13 – 8   | HC Dukla Prague |
| RK Partizan Bjelovar | 14 – 13  | AGF Aarhus      |

### Finale
La finale est disputée sur une seule rencontre, le samedi 7 avril 1962, à Paris en France.
| Équipe 1             | Résultat | Équipe 2             |
| -------------------- | -------- | -------------------- |
| Frisch Auf Göppingen | 18 – 13  | RK Partizan Bjelovar |

## Le champion d'Europe
| Champion d'Europe - Coupe des clubs champions 1961-1962 Frisch Auf Göppingen 2e titre |